# Indira Gandhi Park
Indira Gandhi Zoological Park – założony w 1972 roku, jest drugim co do wielkości ogrodem zoologicznym w Indiach po Nehru Zoological Park w Hyderabadzie. Zoo nazwane na cześć premiera Indii Indiry Gandhi pokrywa około 1,7 km kw. i mieści 400 gatunków zwierząt.